# Посольство России в Египте
Посо́льство Росси́йской Федера́ции в Каи́ре — дипломатическое представительство Российской Федерации в Арабской Республике Египет.

## История
После распада Российской империи правительство Египта, находившегося под протекторатом Великобритании, не признало советскую власть. В 1922 году Великобритания формально признала независимость Египта, отменила протекторат и преобразовала Султанат Египет в Королевство Египет. Советская Россия делала попытки установить дипломатические отношения с Египтом с начала 1920-х годов, но неудачно. Лишь к 1928 году удалось договориться о прямых торговых отношениях.
В апреле 1936 года скончался египетский король Фуад I и трон унаследовал его единственный сын Фарук. Он был коронован в июле 1937 года. А в августе 1936 года, когда правил регентский совет, Великобритания и Египет подписали договор, согласно которому Египет становился полностью независимым государством, однако британские войска оставались в зоне Суэцкого канала ещё на 20 лет. 
В начале 1940-х во время Второй мировой войны Египет, формально оставаясь нейтральным, стал в ходе Североафриканской кампании местом сражений сил Оси (Германия и Италия) и сил союзников (Великобритания, Австралия, Новая Зеландия, Южно-Африканский Союз и Британская Индия). В ноябре 1942 года в сражении при Эль-Аламейне британские войска разгромили североафриканскую итало-немецкую группировку, а к началу 1943 года, после Сталинградской битвы стало понятно, что поражение стран Оси — лишь дело времени. После этих событий 29 мая 1943 года правительство Египта решилось на установление дипломатических отношений с СССР, а 30 июня приняло соответствующее постановление. Переговоры вели советский полпред в Великобритании Иван Майский и египетский посол в Лондоне Нашат-паша(англ. Hassan Pasha Nashat).
26 августа 1943 года Иван Майский в Александрии встретился с главой египетского правительства Наххас-пашой, получил официальное согласие на установление дипломатических отношений и согласовал с ним текст совместного коммюнике.
Первым советским послом в Каире был назначен Н. В. Новиков. В октябре 1943 года король Фарук I выдал агреман на его назначение посланником, а 26 декабря 1943 года в тронном зале Абдинского дворца прошло вручение верительных грамот.

## Здание посольства
Прибыв в ноябре 1943 года в Каир первый советский посол Николай Новиков размещался вначале в гостинице. Вскоре Советским Союзом в Каире был арендован участок со зданием и садом на острове Гезира в квартале Замалек.
В 1950-е помимо посольства и торгпредства в Каире (Замалек, ул. Азиз Абаза, 19) открылись консульства в Александрии и Порт-Саиде. Также в Каире удалось создать небольшой культурный центр посольства. Первым его директором был арабист Павел Булгаков.
Позднее сотрудники посольства нашли участок для строительства нового здания советского посольства. В 1966 году в районе Докки было построено новое здание посольства СССР. Его проектированием в 1965 году занимались архитекторы А. Т. Полянский, В. В. Белов, В. Ф. Дёмин и инженер Б. А. Егерев.